# 45 or 46 Songs That Weren't Good Enough to Go on Our Other Records
45 or 46 Songs That Weren't Good Enough to Go on Our Other Records (45 o 46 canciones que no eran suficientemente buenas para otros discos) es un disco recopilatorio de NOFX que recoge canciones desechadas de grabaciones anteriores, canciones que aparecieron en recopilatorios con varios artistas, caras b o sencillos en 7" desde que NOFX naciera en 1983.
En este disco distribuido por Fat Wreck Chords podemos encontrar la primera canción compuesta por NOFX, "Thalidomide Child" perteneciente a la primera demo de la banda, y la última canción compuesta por la banda hasta ese momento, "Pimps And Hookers", tema compuesto exclusivamente para este doble CD. En el segundo disco hay varias canciones de sus EP Fuck the Kids y Surfer.
La versión en vinilo de éste material se tituló 22 That Weren't Good Enough to Go on Our Other Records.

## Listado de canciones

### Disco uno/Versión vinilo
1. "Pimps and Hookers" – 2:13
2. "All of Me" – 2:05
3. "We Threw Gasoline on the Fire And Now We Have Stumps For Arms And No Eyebrows" – 2:44
4. "Drugs Are Good" – 2:18
5. "Lower" – 2:47
6. "Forming" – 0:50
7. "Electricity – 2:06
8. "Lazy" – 3:02
9. "The Plan" – 3:00
10. "Timmy the Turtle" – 1:39
11. "Punk Song" – 0:47
12. "See Her Pee" – 0:31
13. "Zyclone B Bathouse" – 1:37
14. "Last Caress" – 1:31
15. "Bath of Least Resistance" – 1:47
16. "We Aint Shit" – 3:05
17. "San Francisco Fat" – 2:44
18. "Vincent" – 3:21
19. "Pump Up the Valium" – 1:46
20. "Pods and Gods" – 2:57
21. "Eat the Meek [Dub Mix]" – 4:33
22. "Thalidomide Child" – 1:40

### Disco dos
1. "Fun Things to Fuck (If You're a Winner)" – 1:05
2. "Juice Head" (Traditional) – 0:20
3. "Three on Speed" – 1:20
4. "New Happy Birthday Song" – 0:44
5. "Talking Bout Yo Mama" – 0:32
6. "Party Enema" – 1:30
7. "Can't Get the Stink Out" – 1:07
8. "Go to Work Wasted" – 1:01
9. "Fuck the Kids (Revisited)" – 0:33
10. "Whoa on the Whoas" – 0:42
11. "Puke on Cops" – 0:59
12. "I Gotta Pee" – 0:32
13. "Totally Fucked" – 2:10
14. "Fuck the Kids" – 0:07
15. "Fuck the Kids II" – 0:05
16. "I'm Telling Tim" – 1:06
17. "Reagan Sucks" – 1:24
18. "Posuer" – 0:31
19. "My Name's Bud" – 0:54
20. "Two on Glue" – 1:09
21. "Please Stop F**king My Mom" – 0:55
22. "Murder the Government" – 0:42
23. "Stranger Than Fishin" – 0:52
24. "Eric Melvin Vs. PCP" – 0:37
25. "Always Hate Hippies" – 0:55

- Datos: Q1922868